# 제1항공모함전대
제1항공모함전대(1st Aircraft Carrier Squadron)는 영국 왕립해군의 항공모함 전대이다.

## 역사
항공모함대 깃발장교인 RADM 클레멘트 무디의 지휘아래에 1943년 11월에 창설되었다. 영국 태평양 함대 소속인 전대는 일러스트리어스급 항공모함 일러스트리어스, 빅토리어스, 포미더블, 인도미터블와 임플래커블급 항공모함 2번함 인디패티거블로 편성되었다. 전대 기함은 포미더블이 맡았다.
미국 제5함대 태스크그룹 57.2에 배속되어 오키나와를 침공하는 아이스버그 작전을 지원하였는데, 가미카제 공격에 많은 피해를 입었다.
1945년 3월 1일에 제11항공모함전대가 창설되자, 인도미터블이 기함으로 전속하였다.
테세우스가 1947년에 전대 기함이었다.
한국 전쟁에는 극동함대 소속이었으며, 전대는 기함인 에든버러급 경순양함 2번함 벨파스트와 항공모함으로 콜로서스급 항공모함 9번함 트라이엄프와 유니콘급 항공기정비모함 유니콘으로 편성되었다. 홍콩에서 일본으로 건너갔다가 미국 극동 해군와 합류하여 미국 제7함대에 배속된 부대로서 참전하였다. 휴전이 맺어진 후에는 일본, 싱가포르로 건너갔다.

## 지휘관
|   | 계급         | 깃발 | 성명            | 기간                      | 설명 |
| - | ------------ | ---- | --------------- | ------------------------- | ---- |
| 1 | Rear-Admiral |      | 클레멘트 무디   | 1943년 11월 ~ 1944년 11월 |      |
| 2 | Rear-Admiral |      | 필립 L. 비안 경 | 1944년 11월 ~ 1945년      |      |

## 참고

### 인용
1. 1 2  Hobbs 2012, 33쪽.
2. ↑  Gordon Smith. “HMS THESEUS - Colossus-class Light Fleet Aircraft Carrier”. 《Naval-History.Net》 (영어). 2020년 7월 9일에 확인함.
3. ↑  “"The Forgotten Cruise" HMS Triumph and the 13th Carrier Air Group in Korea”. 《royalnavyresearcharchive.org.uk》. 2015년 10월 22일에 확인함.
4. ↑  Watson, Dr (2015년 9월 19일). “Royal Navy Organisation in World War 2, 1939–1945”. 《www.naval-history.net》 (영어). Gordon Smith. 2018년 2월 27일에 확인함.

### 자료
- Hobbs, David (2012). 《The British Pacific Fleet: The Royal Navy's Most Powerful Strike Force》 (영어). Barnsley, England: Seaforth Publishing. ISBN 978-1-84832-048-2.